# Zina Kocher
Zina Kocher (Red Deer, 15 dicembre 1982) è un'ex biatleta e fondista canadese.

## Biografia
Attiva principalmente nel biathlon, in Coppa del Mondo ha esordito il 10 gennaio 2002 a Oberhof (65ª) e ha ottenuto il primo podio il 29 novembre 2006 a Östersund (3ª).
In carriera ha preso parte a tre edizioni dei Giochi olimpici invernali, Torino 2006 (62ª nella sprint, 27ª nell'individuale, 17ª nella staffetta) e Vancouver 2010 (65ª nella sprint, 72ª nell'individuale, 15ª nella staffetta) e Soči 2014 (32ª nella sprint, 63ª nell'individuale, 25ª nell'inseguimento, 8ª nella staffetta), e a dieci dei Campionati mondiali (9ª nella staffetta a Pyeongchang 2009 il miglior piazzamento).
Ha anche preso parte ad alcune competizioni di sci di fondo: ha esordito in Coppa del Mondo, il 17 febbraio 2013 a Davos (36ª), e ha vinto il titolo nazionale nella 30 km a tecnica libera nel 2013.

## Palmarès

### Biathlon

#### Coppa del Mondo
- Miglior piazzamento in classifica generale: 19ª nel 2012
- 1 podio (individuale):
  - 1 terzo posto

### Sci di fondo

#### Campionati canadesi
- 1 medaglia:
  - 1 oro (30 km TL nel 2013)